# Tony Schumacher

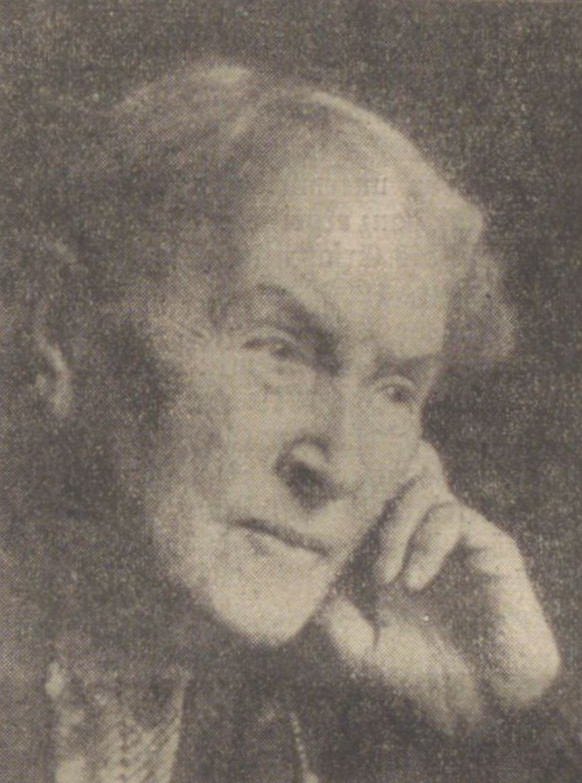
Tony Schumacher

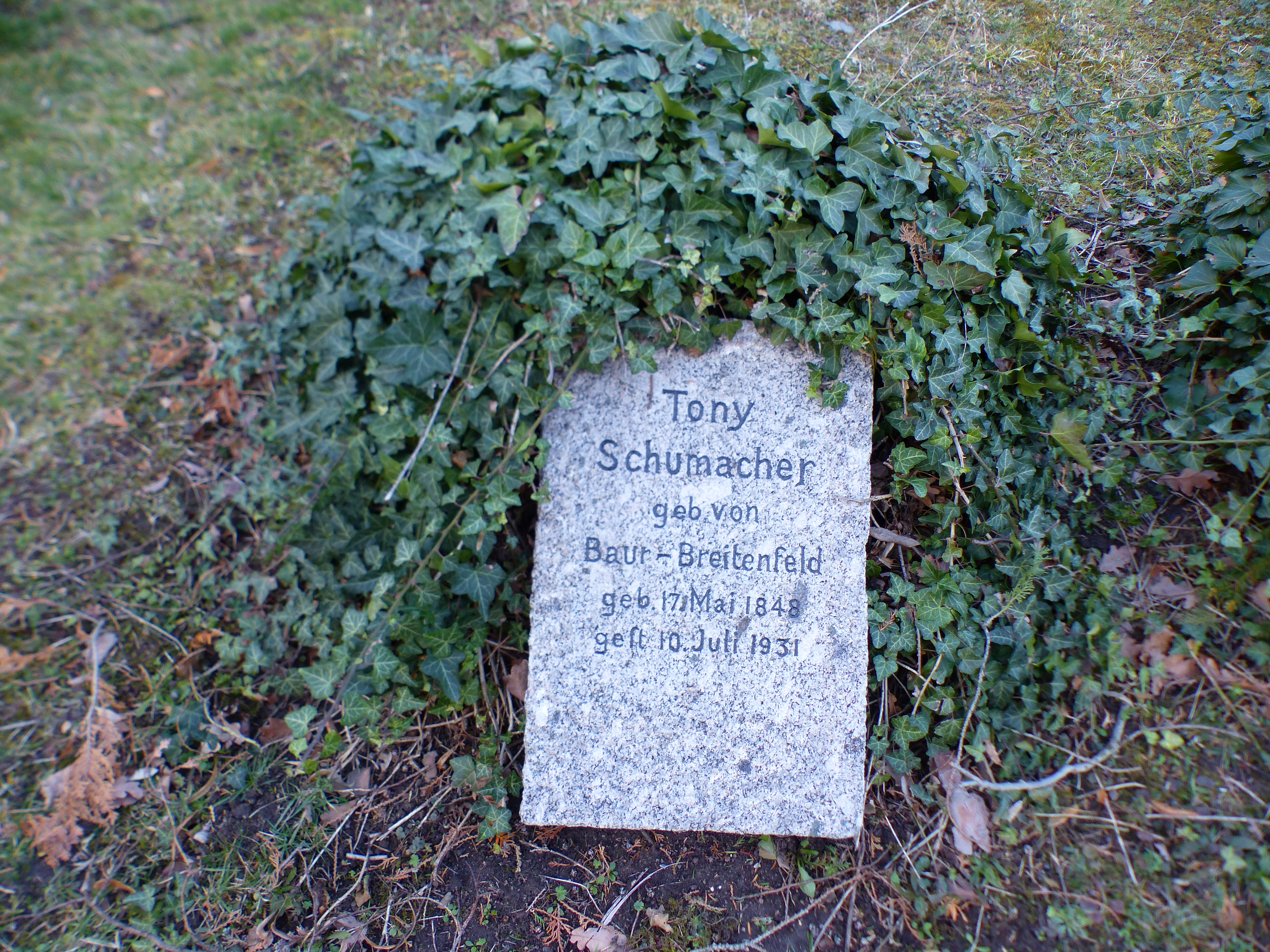
Grabstein auf dem Pragfriedhof in Stuttgart

Tony Schumacher, geborene Antonie Louise Christiane Marie Sophie von Baur-Breitenfeld (* 17. Mai 1848 in Ludwigsburg; † 10. Juli 1931 in Ludwigsburg) war eine deutsche Kinderbuchautorin. Sie gehörte neben Thekla von Gumpert, Isabella Braun, Ottilie Wildermuth, Johanna Spyri und Agnes Sapper zu den renommiertesten Kinderbuchautorinnen des 19. und beginnenden 20. Jahrhunderts. 

## Leben

Stuttgart, Olgastraße 33, Wohnhaus Tony Schumachers 1875–1923

Gedenktafel am Wohnhaus

Sie war das siebte und jüngste Kind des württembergischen Generals, Chef des Generalstabs und Adjutant des Königs von Württemberg Fidel von Baur-Breitenfeld, und dessen Ehefrau Karoline Friederike, geb. Freiin von Kerner. Ihr älterer Bruder war der Diplomat Fidel von Baur-Breitenfeld. Sie wurde im Grävenitz-Palais zu Ludwigsburg geboren, wo sie auch getauft wurde.
Die Mutter war die Tochter des württembergischen Generals Karl Friedrich Freiherr von Kerner, die Nichte des Arztes und kritischen Chronisten der Französischen Revolution Johann Georg Kerner und auch die Nichte des Arztes und bekannten Dichters der Romantik Justinus Kerner, des jüngsten der so grundverschiedenen Brüder. Entsprechend ihrer vornehmen Herkunft erhielt Tony Privatunterricht und besuchte anschließend noch eine private „Töchter-Anstalt“. Folgend führte sie das Leben einer "Haustochter", das zuweilen begleitet war von einem Gefühl der Öde und des Unbefriedigtseins (Rooschütz 1931, S. 15).
Am 5. Oktober 1875 heiratete Tony von Baur-Breitenfeld den 17 Jahre älteren Geheimen Hofrat Karl Friedrich Schumacher. Das Ehepaar, das keine Kinder hatte, wohnte in Stuttgart, Olgastraße 33. Dort lebte die Schriftstellerin bis 1923.
Tony Schumacher, die auch Tassen-, Krippen- und Puppensammlerin war, begann erst im Alter von 40 Jahren zu schreiben. Sie ist Autorin von mehr als 40 Kinderbüchern, die bis zur Mitte des 20. Jahrhunderts viel gelesen wurden. Ihre Kinderbücher waren betont pädagogisch, die zur Entwicklung des Pflichtgefühls, religiösen Verhaltens und der Nächstenliebe beitragen sollten. Im Mittelpunkt ihrer Kinderbücher stehen mit Vorliebe elternlose, arme, einsame und kranke Kinder oder solche aus fremden oder adeligen Milieus. Mit ihren Werken für die Jugend hatte die Autorin ihre Gesellschaftsklasse intensiv bewegende Themen (Unterhaltung und Belehrung) getroffen (vgl. Augustin 2002, S. 168 ff.)
Neben ihrer schriftstellerischen Tätigkeit war Tony Schumacher auch Zeichnerin. Hunderte von Bleistiftzeichnungen hatte sie vor allem in den ersten Ehejahren angefertigt und viele davon aquarelliert.
1984 wurde ihre Erzählung "Reserl am Hofe" verfilmt, gefolgt von "Cirkuskinder" (1986) und "Das Turmengele" (1986).
Im Alter von 75 Jahren kehrte die Schriftstellerin wieder in ihre Geburtsstadt zurück. Sie nahm Quartier in einem zur "Gustav Wernerschen Kinderheilanstalt" gehörenden Gebäudeteil. Ihre Fürsorge gehörte den kranken Kindern, die Tony Schumacher Heimela nannten. Anlässlich ihres 80. Geburtstages wurde in Ludwigsburg eine Straße nach ihr benannt.
Ihr Grab befindet sich auf dem Pragfriedhof in Stuttgart. In Stuttgart-Stammheim ist im Neubaugebiet Langenäcker-Wiesert eine Straße nach ihr benannt.

## Werke
Es gibt etwa 60 Bücher, darunter acht autobiographische Werke, etwa 60 Prosa- und Verserzählungen und über 260 Bleistiftzeichnungen von Tony Schumacher
- Mütterchens Hilfstruppen. 1895.
- Erinnerungen eines Kindes an Justinus Kerner. In: Velhagen und Klasings Monatshefte, Jg. 9 (1894/95), Bd. 2, Heft 10, Juni 1895, S. 430–440.
- Eine glückliche Familie. 1896.
- Du und deine Hausgenossen. 1897.
- Schulleben. 1897.
- Alltagssorgen und Alltagsfreuden. 1898.
- Reserl am Hofe. 1898.
- Keine Langeweile. 1899.
- Vom Schulmädel bis zur Großmutter. 1900.
- Das Turmengele. 1901.
- Was ich als Kind erlebt. 1901.
- Ein Wunderkind. 1903.
- Heimatzauber. 1904.
- Überall Sonnenschein. 1905.
- Dummerchen. 1906.
- Cirkuskinder. 1907.
- Und doch glücklich. 1908.
- Rigikinder und andre Geschichten. 1909.
- Ein fester Wille. 1910.
- Marietta. 1911.
- Theaterkinder. 1912.
- Hanneles Opfer. 1913.
- Komteßchen und Zigeunerkind. 1914.
- Wenn Vater im Krieg ist. 1915. (= Als Vater im Krieg war.  um 1930)
- Vater noch im Kriege. 1916.
- Mein liebes Märchenbuch. 1916.
- Die Waldmargret. 1917.
- Miriams Treue. 1918.
- Die beiden Trotzköpfe. 1919.
- Ein Kind aus Indien. 1920.
- Um der Mutter willen. 1921.
- Ferienkinder in den Bergen. 1923.
- Mein Kindheitsparadies. 1924.
- Das Schloß-Bärbele. 1925.
- Was mein einst war. Erinnerungen aus späteren Jahren. Quell-Verlag. Stuttgart 1925 (Digitalisat).
- Heimat um Heimat. 1926.
- Heut – Beste Zeit!. 1927.
- Das Findelkind. 1928.
- Li und Lu. 1929.
- Nellys Kinder. 1930.
- Ein Schwarzwaldkind. 1931.
- Was meine alten Möbel mir erzählen. 1928.
- Wie ich zu meiner Puppensammlung kam 1929.